# Ніколче Новеський
Ніколче Новеський (мак. Николче Новески, нар. 28 квітня 1979, Бітола) — північномакедонський футболіст, захисник. Відомий виступами у складі національної збірної Північної Македонії.

## Клубна кар'єра
У дорослому футболі дебютував 2000 року виступами за команду північномакедонського клубу «Пелістер».
Своєю грою за цю команду привернув увагу представників тренерського штабу клубу «Ганза», до складу якого приєднався 2001 року. Відіграв за клуб з Ростока наступні один сезон своєї ігрової кар'єри.
У 2003 році уклав контракт з клубом «Ерцгебірге Ауе», у складі якого провів наступний рік своєї кар'єри гравця. Більшість часу, проведеного у складі «Ерцгебірге Ауе», був основним гравцем захисту команди.
До складу клубу «Майнц 05» приєднався 2004 року. 2015 року завершив кар'єру у складі цієї команди. Всього встиг відіграти за клуб з Майнца 315 матчів в національному чемпіонаті.

## Виступи за збірну
У 2004 році дебютував в офіційних матчах у складі національної збірної Північної Македонії. Всього провів у формі головної команди країни 64 матчі, забивши 5 голів.